# Phoebe Ephron
Phoebe Ephron (* 26. Januar 1914 in New York City als Phoebe Wolkind; † 13. Oktober 1971 ebenda) war eine US-amerikanische Drehbuchautorin.

## Leben
1964 wurde Ephron gemeinsam mit Richard L. Breen und Henry Ephron für ihre Arbeit an Captain Newman für den Oscar in der Kategorie „Bestes adaptiertes Drehbuch“ nominiert.
Phoebe Wolkind wurde 1914 als Tochter von Louis und Kate Wolkind geboren. Sie besuchte die James Monroe High School und wechselte nach dem Abschluss auf das Hunter College. Dort lernte sie 1933 ihren späteren Ehemann Henry Ephron kennen. Gemeinsam schrieben Phoebe und Henry Ephron Theaterstücke und Filmdrehbücher. Das Paar hatte vier Kinder. Die älteste Tochter war die ebenfalls erfolgreiche Drehbuchautorin und Filmregisseurin Nora Ephron. Auch Delia Ephron ist als Drehbuchautorin aktiv.

## Werke (Auswahl)

### Filmografie
- 1944: Three Is a Family
- 1947: Dangerous Years
- 1949: Stern vom Broadway (Look for the Silver Lining)
- 1950: Der geheimnisvolle Ehemann (The Jackpot)
- 1951: An der Riviera (On the Rivera)
- 1952: Im Dutzend heiratsfähig (Belles on Their Toes)
- 1954: Rhythmus im Blut (There's No Business Like Show Business)
- 1955: Daddy Langbein (Daddy Long Legs)
- 1956: Fanfaren der Freude (The Best Things in Life Are Free)
- 1956: Karussell (Carousel)
- 1957: Eine Frau, die alles weiß (Desk Set)
- 1963: Captain Newman (Captain Newman, M.D.)

### Theaterstücke
- 1943: Three's a Family
- 1958: Howie
- 1961: Take Her, She's Mine (1963 unter dem Titel In Liebe eine 1 verfilmt)
- 1969: My Daughter, Your Son